# レオ・レオニ
レオ・レオニ（オランダ語：Leo Lionni、1910年5月5日 - 1999年10月12日）は、アメリカ合衆国、イタリアのイラストレーター、絵本作家。主に動物の絵本を作っている。レオ・レオーニとも表記される。

## 来歴

### 生い立ち
1910年5月5日、オランダのアムステルダムにて、ダイヤモンド研磨工の父ルイス・レオニと、母エリザベトの間に生まれる。父ルイスはスペイン系のユダヤ人で、祖父の代からダイヤモンド産業に従事する裕福な家庭であった。ルイスはレオが5歳のときに公認会計士となり、母エリザベト・グロソウはオペラ歌手であった。
絵画コレクターの叔父たちの影響で、シャガール、ル・フォーコニエ、パブロ・ピカソ、デ・キリコ、パウル・クレーなどの芸術に囲まれて育った。また9歳の時から、建築家で叔父のピート・グロソウ（母の弟）の指導のもと王立美術館に通い鉛筆デッサンを教わった。
1922年に仕事の関係で両親はアメリカのフィラデルフィアに移住、レオはベルギーのブリュッセルに住む父方の祖父母のもとで2年間過ごしたのち、1924年にアメリカに移住した。1925年、父親が鉱油製造会社の工場長となったことから家族でイタリアのジェノヴァに移住した。レオは1年間家庭教師についた後、ヴィットーリオ・エマヌエーレ二世技術高校に入学する。レオにとっては初めての共学で、アーダ・マッフィという女の子と親しくなり、妹のノーラと恋仲になる。1928年、スイスのチューリッヒ大学に入学し経済学を学ぶ。

### アメリカへの移住
1931年12月末、レオはノーラ・マッフィと結婚する。同時期イタリア共産党の党員であるフィリッポ・トンマーゾ・マリネッティと出会い、未来派グループへの参加を勧められる。1932年、長男のルイスが生まれる。8月、未来派の展覧会に参加するが以後は距離を置くことになる。
1933年、家族でオランダへ帰国するが、年末にミラノに移住する。1934年、建築関係の専門誌『カザベラ』の編集に協力する。1935年、製菓会社モッタ（it:Motta (azienda)）の広報部に就職、ディーノ・ヴィッラーニの助手となり、パネトーネの広告デザインなどを手がける。1935年にジェノヴァ大学経済・商学部を卒業。1937年、モッタを退職しフリーのグラフィックデザイナーとなる。1938年、次男のパオロが生まれる。
1939年、イタリア政府による差別的な人種法の公布をうけて、ユダヤ人であるレオはアメリカ合衆国に亡命する。イタリア国籍だった妻と息子たちにはビザがおりるまで7か月ほどかかり、再会は約1年後となった。レオはフィラデルフィアの広告代理店N.W.エイヤー・アンド・サン (N. W. Ayer & Son) に入社し、1941年にはアートディレクターに昇進、フォードなどの大手クライアントを担当する。1945年、アメリカ国籍を取得する。
1947年、初めての個展を開催、エイヤー社から1年間の休暇をもらい、家族でイタリアのラヴァーニャに移り絵画制作などに取り組み、またラヴェンナでモザイクの技術の習得に熱中する。1948年10月、アメリカに戻りエイヤー社を退職、フリーランスのグラフィックデザイナーとしてニューヨークにスタジオを構える。1948年から1962年にかけて『フォーチュン』誌とタイム社のアートディレクターを務める。1951年から1958年にかけてオリベッティ・アメリカ支店のデザインディレクターを務める。
1953年にはアスペン国際デザイン会議（fr:Conférence internationale de design d'Aspen）の初代会長を勤める。1955年、『プリント (Print (magazine)) 』誌の編集長となる。
1957年には妻と共にインドに3か月間滞在し『フォーチュン』誌5月号にフォトルポタージュを掲載する。1958年にはアジアに8か月滞在し『フォーチュン』誌にフォトルポタージュを掲載、またブリュッセル万国博覧会のアメリカの特設パビリオン「未完成の仕事」の企画制作を担当する。このパビリオンはアメリカの抱えた様々な問題、人種差別や環境問題などを取り上げたものであったが、政治的圧力を受けて数週間で閉鎖されてしまう。1959年、ローチェスター、ポートランド、サンフランシスコ、フィラデルフィアの美術館で絵画とグラフィックデザインの展覧会を開催する。同じ年、孫たちを列車で送っていく途中、騒ぎはじめた孫たちを鎮めるために、レオは即興で手元にあった『ライフ』誌の青と黄色の紙をちぎってお話を始めた。これが最初の絵本『あおくんときいろちゃん』誕生のきっかけとなった。

### イタリアへ帰国、画家と絵本作家として活動
タイム社との契約は1962年までだったが、それより前に退職してイタリアに戻り、1961年、ジェノヴァ近郊のラヴァーニャにアトリエ付きの家を建てる。1961年、絵本『ひとあし ひとあし』がコルデコット賞次点作に選ばれる。1964年、絵本『スイミー』がコルデコット賞次点作、『チコときんいろのつばさ』がアメリカ図書館協会最優秀作品に選ばれる。1967年には『スイミー』がブラチスラバ世界絵本原画展で金のりんご賞を受賞する。同年、インドのアーメダバードの国立デザイン研究所でワークショップを開催することになり、友人でアニメーション作家のジューリオ・ジャニーニ（it:Giulio Gianini）と共に「スイミー」「フレデリック」のアニメーションを制作する。
1968年、『フレデリック』がコルデコット賞次点作に選ばれ、『せかいいちおおきなうち』が児童図書スプリングフェスティバル賞を受賞する。
1969年、ラヴァーニャの家の近くに高速道路が通ることになり引っ越しを決意、トスカーナ州ラッダ・イン・キャンティに農家を購入し、夏はトスカーナ、冬はニューヨークで過ごすようになる。1970年、『アレクサンダとぜんまいねずみ』がコルデコット賞次点作に選ばれ、アニメ版「スイミー」が第5回テヘラン国際子ども映画祭で5つの賞を受賞する。
1976年、イタリアの出版社アデルフィ（it:Adelphi）から『平行植物』を出版する。翌年、ヴェローナ、フランクフルトなどで「平行植物」展を開催する。
1981年、国際交流基金により日本に招待され夫婦で1か月ほど滞在する。1984年、パーキンソン病を患う。1986年、ジューリオ・ジャニーニ、アントネッラ・アッバティエッロ（Antonella Abbatiello）と共に「ぼくのだ!わたしのよ!」「さかなはさかな」「コーネリアス」のアニメーションを制作する。
1993年、自伝の執筆を開始する。自伝「Between Worlds」は1997年に出版される。1996年、ラッダ・イン・キャンティの名誉市民となる。
1996年から1997年にかけてイタリアと日本の共同企画による展覧会が開催され、日本では板橋区立美術館、高浜市やきものの里かわら美術館、長島美術館、下関市立美術館を巡回した。
1999年10月12日、イタリアのトスカーナで老衰のため死去。享年89。

## 関連人物
エリック・カール
ドイツからニューヨークに来た23歳のエリック・カールは、『フォーチュン』のアート・ディレクターをしていたレオに作品をみてもらった。レオはカールの作品を気に入りニューヨーク・タイムズ広告部への就職を世話した上、自身の編集者を送り絵本の仕事も勧めた。

## 日本との関わり
1954年に2週間来日、三越で個展を開催した。1980年に1週間来日。1981年には国際交流基金により24日間来日した。1996年の展覧会開催に合わせて4回目の来日をする予定であったが、薬の副作用により体調が悪化、中止となった。

## 作品
- Little Blue and Little Yellow 1959
  - 『あおくんときいろちゃん』 藤田圭雄訳、至高社、1967年、ISBN 9784783400004
- Inch by Inch 1960
  - 『ひとあしひとあし：なんでもはかれるしゃくとりむしのはなし』 谷川俊太郎訳、好学社、1975年、ISBN 978-4769020066
- On My Beach There are Many Pebbles 1961
  - 『はまべにはいしがいっぱい』 谷川俊太郎訳、ペンギン社、1979年、ISBN 489274008X
  - 『はまべにはいしがいっぱい』 谷川俊太郎訳、好学社、2012年、ISBN 978-4769020257
- Swimmy 1963
  - 『スイミー：ちいさなかしこいさかなのはなし』 谷川俊太郎訳、日本パブリッシング（好学社）、1969年、ISBN 978-4769020011
- Tico and the Golden Wings 1964
  - 『チコときんいろのつばさ』 さくまゆみこ訳、あすなろ書房、2008年、ISBN 978-4751525142
- Frederick 1967
  - 『フレデリック：ちょっとかわったねずみのはなし』 谷川俊太郎訳、日本パブリッシング（好学社）、1969年、ISBN 978-4769020028
- The Alphabet Tree 1968
  - 『あいうえおのき：ちからをあわせたもじたちのはなし』 谷川俊太郎訳、好学社、1975年、ISBN 978-4769020127
- The Biggest House in the World 1968
  - 『せかいいちおおきなうち：りこうになったかたつむりのはなし』 谷川俊太郎訳、日本パブリッシング（好学社）、1969年、ISBN 978-4769020035
- Alexander and the Wind-up Mouse 1969
  - 『アレクサンダとぜんまいねずみ：ともだちをみつけたねずみのはなし』 谷川俊太郎訳、好学社、1975年、ISBN 978-4769020059
- Fish is Fish 1970
  - 『さかなはさかな：かえるのまねしたさかなのはなし』 谷川俊太郎訳、好学社、1975年、ISBN 978-4769020042
- Theodore and the Talking Mushroom 1971
  - 『シオドアとものいうきのこ：えらくなりすぎたねずみのはなし』 谷川俊太郎訳、ペンギン社、1977年、国立国会図書館書誌ID:000001380203
  - 『シオドアとものいうきのこ：えらくなりすぎたねずみのはなし』 谷川俊太郎訳、好学社、2011年、ISBN 978-4769020226
- The Greentail Mouse 1973
  - 『みどりのしっぽのねずみ：かめんにとりつかれたねずみのはなし』 谷川俊太郎訳、好学社、1973年、ISBN 978-4769020110
- In the Rabbitgarden 1975
  - 『うさぎたちのにわ：りんごのすきなうさぎのはなし』 谷川俊太郎訳、好学社、1979年、ISBN 978-4769020103
- A Color of His Own 1975
  - 『じぶんだけのいろ：いろいろさがしたカメレオンのはなし』 谷川俊太郎訳、好学社、1975年、ISBN 978-4769020080
- Pezzettino 1975
  - 『ペツェッティーノ：じぶんをみつけたぶぶんひんのはなし』 谷川俊太郎訳、好学社、1975年、ISBN 978-4769020073
- La botanica parallela 1976
  - 『平行植物』 宮本淳訳、工作舎、1980年、NCID BN09281800
  - 『平行植物 改訂版』 宮本淳訳、工作舎、1990年、ISBN 4875021232
  - 『平行植物』 宮本淳訳、筑摩書房〈ちくま文庫〉、1998年、ISBN 4480034358
  - 『平行植物 新装版』 宮本淳訳、工作舎、2011年、ISBN 978-4875024354
- I Want to Stay Here! I Want to Go There!: A Flea Story 1977
  - 『ここにいたい!あっちへいきたい! ：にひきののみのはなし』 谷川俊太郎訳、好学社、1978年、ISBN 978-4769020097
- Geraldine, the Music Mouse 1979
  - 『おんがくねずみジェラルディン：はじめておんがくをきいたねずみのはなし』 谷川俊太郎訳、好学社、1979年、ISBN 978-4769020134
- Für Katzen streng verboten 1981
  - 『ねずみのつきめくり』 谷川俊太郎訳、佑学社、1983年、国立国会図書館書誌ID:000001601181
  - 『ねずみのつきめくり』 谷川俊太郎訳、好学社、2013年、ISBN 978-4769020271
- Wer Macht die Blumen Bunt？ 1981
  - 『はなにいろをぬるのはだれ?』 谷川俊太郎訳、佑学社、1983年、国立国会図書館書誌ID:000001579951
- Let's Make Rabbits: A Fable 1982
  - 『うさぎをつくろう：ほんものになったうさぎのはなし』 谷川俊太郎訳、好学社、1982年、ISBN 978-4769020141
- Cornelius: A Fable 1983
  - 『コーネリアス：たってあるいたわにのはなし』 谷川俊太郎訳、好学社、1983年、ISBN 978-4769020158
- Who?: Pictures to Talk About 1983
  - 『だあれ?』 ほるぷ出版、1985年、ISBN 4593561418
- What?: Pictures to Talk About 1983
  - 『なあに?』 ほるぷ出版、1985年、ISBN 4593561426
- When?: Pictures to Talk About 1983
  - 『いつ?』 ほるぷ出版、1985年、ISBN 459356140X
- Where?: Pictures to Talk About 1983
  - 『どこに?』 ほるぷ出版、1985年、ISBN 4593561396
- Let's Play 1983
  - 『あそぼうよ』 谷川俊太郎訳、好学社、2010年、ISBN 978-4769020219
- Colors 1985
  - 『いろとかずであそぼうよ』 好学社、2011年、ISBN 978-4769020233
- Letters 1985
  - 『えいごであそぼうよ』 好学社、2011年、ISBN 978-4769020240
- Numbers 1985
- Frederick's Fables 1985
- It's Mine 1985
  - 『ぼくのだ!わたしのよ!：3びきのけんかずきのかえるのはなし』 谷川俊太郎訳、好学社、1989年、ISBN 4769020163
- Nicolas, Where Have You Been? 1987
  - 『ニコラスどこにいってたの?』 谷川俊太郎訳、佑学社、1988年、ISBN 4841605266
  - 『ニコラスどこにいってたの?』 谷川俊太郎訳、あすなろ書房、2009年、ISBN 978-4751525180
- Six Crows 1988
  - 『6わのからす』 谷川俊太郎訳、佑学社、1989年、ISBN 4841605347
  - 『6わのからす』 谷川俊太郎訳、あすなろ書房、2009年、ISBN 978-4751525227
- Tillie and the Wall 1989
  - 『ティリーとかべ』 谷川俊太郎訳、佑学社、1990年、ISBN 484160538X
  - 『どうするティリー?』 谷川俊太郎訳、あすなろ書房、2002年、ISBN 4751519913
- Matthew's Dream 1991
  - 『マシューのゆめ：えかきになったねずみのはなし』 谷川俊太郎訳、好学社、1992年、ISBN 4769020171
- A Busy Year 1992
  - 『いろいろ1ねん』 谷川俊太郎訳、あすなろ書房、2000年、ISBN 4751519786
- Mr. McMouse 1992
  - 『マックマウスさん : のねずみのなかまになったまちねずみのはなし』 谷川俊太郎訳、好学社、2010年、ISBN 978-4769020196
- An Extraordinary Egg 1994
  - 『びっくりたまご：3びきのかえるとへんなにわとりのはなし』 谷川俊太郎訳、好学社、1996年、ISBN 978-4769020189

## 展覧会（日本）
- 三越ギャラリー（東京、1954年）[1]
- レオ・レオーニ展（1996年 - 1997年）[19][20]
  - 板橋区立美術館
  - 高浜市やきものの里かわら美術館
  - 長島美術館
  - 下関市立美術館
- レオ・レオニ 絵本の仕事（朝日新聞社などによる主催、2012年 - 2014年）[21]
  - 美術館「えき」KYOTO、2012年12月6日 - 12月27日
  - Bunkamura ザ・ミュージアム、2013年6月22日 - 8月4日
  - 北九州市立美術館分館、2013年12月7日 - 2014年2月16日
  - 刈谷市美術館、2014年4月26日 - 6月8日
  - 宇都宮美術館、2014年7月6日 - 8月24日
- みんなのレオ・レオーニ展（2018年 - 2020年）[22]
  - 伊丹市立美術館、2018年8月11日 - 9月24日
  - 新潟県立万代島美術館、2018年10月6日 - 12月16日
  - ひろしま美術館、2019年4月20日 - 6月2日
  - 東郷青児記念 損保ジャパン日本興亜美術館、2019年7月13日 - 9月29日
  - 長島美術館、2019年12月7日 - 2020年1月19日
  - 沖縄県立博物館・美術館、2020年2月28日 - 4月9日（5月10日までの予定が臨時休館により4月9日で終了）
- だれも知らないレオ・レオーニ展（板橋区立美術館、2020年10月24日 - 2021年1月11日）[23]
- 「レオ・レオーニと仲間たち」展（板橋区立美術館、2024年11月9日 - 2025年1月13日）[24]

## その他
funboo by iidからレオ・レオニ～フレデリック～のLINEスタンプが24種類リリースされている。